# Gregor Gysi
Gregor Gysi, né le 16 janvier 1948 à Berlin, est un homme politique et avocat allemand, membre du parti Die Linke (La Gauche). 
Entre 2005 et 2009, il partage avec Oskar Lafontaine le poste du président du groupe Die Linke au Bundestag ; à la suite du retrait de ce dernier de la politique nationale et jusqu'en 2015, il est seul à ce poste.

## Biographie

### Famille
Gregor Gysi est né à Berlin dans la zone soviétique en Allemagne. Son père, Klaus Gysi, a occupé de hautes fonctions en République démocratique allemande ; il a notamment été ministre de la Culture de 1966 à 1973. Sa mère, Irene, était la sœur du militant politique Gottfried Lessing (en), lequel avait épousé l'écrivaine britannique et lauréate du prix Nobel Doris Lessing alors qu'il était en exil en Rhodésie du Sud. Le patronyme « Gysi » est originaire de Suisse alémanique. Gregor Gysi est partiellement d'origine juive : sa grand-mère paternelle était juive, ainsi que l'un de ses arrière-grands-pères maternels,. L'une de ses arrière-grands-mères maternelles était russe. Sa sœur, Gabriele, est actrice, et a fui la RDA en 1985. De 2007 à 2008, elle a été régisseur en chef à la Volksbühne à Berlin.

### Formation
Gregor Gysi fréquente l'école intégrée (Polytechnische Oberschule) de 1954 à 1962, puis de 1962 à 1966 le lycée Heinrich-Hertz à Berlin (à partir de 1965 en spécialité mathématique). En 1966, il obtient son baccalauréat et en même temps son CAP d'éleveur bovin.
Il étudie le droit à l'université Humboldt de Berlin où il obtient en 1970 sa licence en droit.

### Vie politique

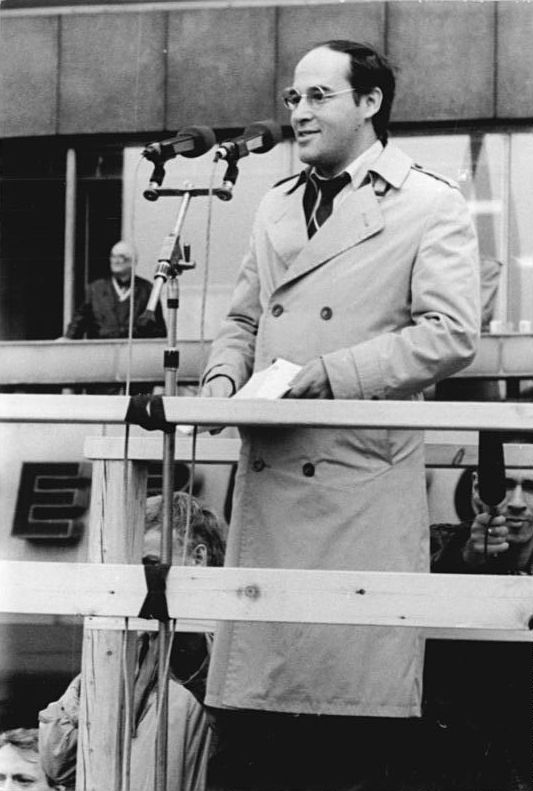
Gregor Gysi lors d'un discours devant des manifestants sur l'Alexanderplatz (Berlin), le 4 novembre 1989.

Membre du Parti socialiste unifié d'Allemagne (SED), parti unique de la RDA, depuis 1967, ce n'est qu'en 1989 et à l'occasion des manifestations lors desquelles le peuple exprime son mécontentement vis-à-vis du régime communiste, qu'il se fait connaître du public. Le 4 novembre 1989, il s'exprime à Berlin devant une foule de 500 000 personnes revendiquant une réforme du système électoral, ainsi que l'institution d'un conseil constitutionnel. Son éloquence est très remarquée et contribue à son élection au poste de président du SED le 9 décembre 1989. Il préconise alors une collaboration des deux États allemands souverains. Il refuse de dissoudre le SED qui devient le Parti du socialisme démocratique (PDS) dont il assure la présidence jusqu'au 31 janvier 1993. En 1990, il est élu député au Bundestag, et réélu jusqu'en 2002, lorsqu'il prend le poste du sénateur de l'économie du Land de Berlin. Il n'y reste cependant que six mois, démissionnant de son poste à la suite d'une affaire politique dans laquelle il est impliqué. Il revient sur la scène politique aux élections fédérales de 2005, lors desquelles il est de nouveau élu député. Il préside depuis lors le groupe Die Linke au Bundestag, en tandem avec Oskar Lafontaine jusqu'en 2009, puis seul. En décembre 2016, il est élu président du Parti de la gauche européenne.
En 2017, il publie ses mémoires politiques, Ein Leben ist zu wenig. Die Autobiographie, qui sont un succès éditorial surprise avec plus de 100 000 exemplaires écoulés en cinq mois. Il y revient sur l'histoire de la RDA, faisant l'éloge de ses idéaux sociaux et culturels mais condamnant l'autoritarisme politique de l'ancien régime est-allemand.
Réélu député le 23 février 2025 pour un sixième mandat consécutif, il préside en qualité de doyen d'ancienneté l'ouverture de la 21e législature du Bundestag le 25 mars suivant.

## Opinions
En 1999, il a déclaré que l'Allemagne avait mené une guerre de pure agression contre la Serbie lors de la guerre du Kosovo.

## Controverses

### Parlement allemand
En novembre 2014, après avoir été invité par Inge Höger et Annette Groth, membres de la gauche parlementaire, à discuter avec elles au Bundestag, les journalistes Max Blumenthal et David Sheen ont appris que Gysi, bien que lui-même critique envers Israël en ce qui concerne la bande de Gaza et la Cisjordanie après 1967, a essayé d'annuler les rendez-vous au motif que Blumenthal et Sheen ont une opinion « extrémiste » sur les colonies israéliennes,, de laquelle il souhaite dissocier la gauche allemande. Un incident, ultérieurement surnommé « Toiletgate » (le mot anglais toilet signifiant « toilettes », et la construction étant une allusion à l'affaire dite du Watergate), est survenu plus tard : Blumenthal et Sheen attendaient Gysi pour « le mettre face aux crimes d'Israël à Gaza et aux diffamations que Gysi et ses acolytes ont disséminées à leur encontre ».
Gysi s'est enfui, suivi des deux et d'autres membres du parlement, en descendant par un couloir du parlement et arrivant dans des toilettes. Après cet événement, il a été conseillé à Blumenthal et Sheen de ne plus remettre les pieds dans le Bundestag,,,.